# Нижегородка (Башкортостан)
Нижегоро́дка (баш. Нижегородка) — село в Уфимском районе Республики Башкортостан Российской Федерации. Входит в состав Зубовского сельсовета.

## География

### Географическое положение
Находится на правом берегу реки Дёмы.
Расстояние до:
- районного центра (Уфа): 20 км,
- центра сельсовета (Зубово): 5 км,
- ближайшей ж/д станции (Уршак): 13 км.

Менее, чем в 1 километре к востоку от села расположен остановочный пункт Нижегородка железнодорожной линии Дёма-Карламан. Сообщение пригородными поездами до Уфы, Стерлитамака, Инзера, Приуралья, Карламана, Улу-Теляка.

## Население
| 2002 | 2009  | 2010  | 2021  |
| ---- | ----- | ----- | ----- |
| 2075 | ↗2344 | ↗2541 | ↗3101 |

Национальный состав
Согласно переписи 2002 года, преобладающая национальность — русские (59 %).